# Anumeta asiatica
Anumeta asiatica là một loài bướm đêm thuộc họ Erebidae. Nó được tìm thấy ở tây nam Iran, Iraq, Kuwait, Ả Rập Xê Út, Oman, the Các Tiểu vương quốc Ả Rập Thống nhất và ở thung lũng Arava ở Israel.
Có một lứa một năm. Con trưởng thành bay từ tháng 5 đến tháng 8.
Ấu trùng có thể ăn các loài Calligonum.